# Polymerurus hystrix
Polymerurus hystrix är en djurart som tillhör fylumet bukhårsdjur, och som först beskrevs av Daday 1910.  Polymerurus hystrix ingår i släktet Polymerurus och familjen Chaetonotidae. Inga underarter finns listade i Catalogue of Life.